# Oreodera copei
Oreodera copei là một loài bọ cánh cứng trong họ Cerambycidae.